# Прирозломне нафтове родовище
Прирозломне родовище — перше родовище нафти на арктичному шельфі Росії (Тимано-Печорська нафтогазова провінція), де був розпочатий видобуток вуглеводнів. Родовище було відкрите 1989 року; оціночні запаси становлять 70 млн тонн нафти (610 млн барелів ~ 97 млн м³). Ліцензія на видобуток належить компанії «Газпром нефть шельф» (дочірнє товариство компанії «Газпром нефть»). Нафта нового російського сорту отримала назву Arctic Oil (ARCO), перша партія була відвантажена в квітні 2014 року.

## Загальний опис
Родовище знаходиться на континентальному шельфі Печорського моря (південно-східна частина Баренцового моря) за 55 км на північ від селища Варандей, за 320 км на північний схід від міста Нар'ян-Мар (на річці Печора). Глибини моря в районі родовища сягають 19—20 м.
На Прирозломному родовищі вперше в Росії ведеться видобуток вуглеводнів з морської платформи в умовах Арктики — морська кригостійка стаціонарна платформа (МКСП) «Прирозломна». Морська платформа дозволяє виконувати усі технологічні операції — буріння свердловини, видобуток, зберігання, відвантаження нафти на танкери.
Серйозне занепокоєння в природоохоронних організацій викликає факт використання застарілого обладнання (навіть 1984 року виготовлення), відсутність чітко розроблених планів ліквідації ймовірних розливів нафти в льодових умовах Арктики (платформа використовує великий резервуар нафти).

## Характеристика
Прирозломне родовище розташоване на континентальному шельфі в південно-східній частині Печорського моря на продовженні Варандей-Адзьвінської структурної зони за 980 км від морського порту Мурманськ. Район характеризується складними природно-кліматичними умовами: крижаний покрив зберігається протягом 7 місяців, висота торосів сягає 2 м, мінімальна температура повітря може опускатися нижче —45 °C.
У 1993—1994 роках в районі родовища були виконані детальна сейсморозвідка і буріння 4 розвідувальних свердловин. Загальні запаси нафти оцінюються в більш ніж 83 млн тонн.

## Відкриття родовища
Перші кроки з вивчення континентального шельфу Печорського моря робилися ще на початку 1960-х років, однак планомірне вивчення сейсморозвідкою цього регіону почалося з кінця 1970-х років, коли була організована Мурманська морська геологорозвідувальна експедиція (ММГРЕ), перейменована 1985 року в трест «Севморнефтегазгеофизразведка», а 1988 року — в трест «Севморнефтегеофизика».
Уперше Прирозломна геологічна структура була виявлена сейсморозвідкою 1977 року й  підготовлена до глибокого буріння за результатами сейсморозвідувальних і дослідно-методичних робіт у 1980—1987 роках. Були побудовані структурні карти, виконане тектонічне районування, виявлено 9 локальних піднять (пізніше кількість виявлених піднять збільшилась до 21), частина з яких підготовлені до глибокого буріння.
Буріння в межах акваторії Печорського моря проводилося об'єднанням «Арктикморнефтегазразведка» (Мурманськ) з 1981 року. Прогноз продуктивності родовища підтвердився бурінням свердловини 1989 року.
Наступні роботи 1991 року дозволили створити геологічну модель родовища і зробити прогноз колекторських властивостей продуктивних горизонтів.
До кінця 1995 року в східній частині Печорського моря було пробурено 7 морських пошукових і розвідувальних свердловин, відкрито 3 родовища вуглеводнів в карбонатних відкладеннях перм-карбону: Північно-Гуляєвське газоконденсатне, Прирозломне і Варандейське нафтові.
Етап регіонального вивчення східної частини Печорського моря завершено і акваторія підготовлена для цілеспрямованих пошуків родовищ вуглеводневої сировини.

## Освоєння
Розробкою плану освоєння родовища займався НДІ «Газ» компанії «Газпром», у рамках цього плану очікуваний обсяг залучених інвестицій становить трохи більше 1 млрд доларів США.
Видобуток нафти на родовищі розпочато в грудні 2013 року, хоча планувалось ще на початку 2012 року. У вересні 2014 року було видобуто мільйонний барель нафти. Усього за 2014 рік на Прирозломному було видобуто близько 2,2 млн барелів нафти (близько 300 тис. тонн). У березні 2016 року на родовищі видобуто 10-млн барель нафти. У майбутньому максимальний рівень видобутку може сягнути 6,6 млн тонн нафти на рік. Термін експлуатації родовища — не менше 25 років.
В цілому проектом передбачено введення в експлуатацію 36 свердловин, у тому числі 19 видобувних, 16 нагнітальних і 1 поглинальної.
Задля транспортування нафти з родовища до плавучого резервуару «Білокаменка» поблизу Мурманська на Кольському півострові використовують криголами двостороннього ходу: «Михайло Ульянов» і «Кирило Лавров». Газпром планує збудувати в Териберці нафтопереробний завод, що працюватиме на сировині родовищ Прирозломне, Штокманівське і Долгинське.

### МКСП «Прирозломна»
Освоєння родовища ведеться з морської кригостійкої стаціонарної платформи «Прирозломна», яка розрахована на експлуатацію в екстремальних природно-кліматичних умовах, відповідає вимогам безпеки і здатна витримати максимальні льодові навантаження, що можуть виникнути в цій частині моря. Морська платформа була виготовлена за 9 місяців на північнодвінському заводі «Севмаш» і спущена на воду 2011 року.
Оскільки море в районі платформи неглибоке (19-20 м), то платформа встановлена безпосередньо на дно. 122 тис. тонн — вага бетонного фундаменту, який додатково укріплений 100 тис. тоннами бутового каменю. Таким чином всі свердловини буряться всередині платформи — її фундамент одночасно є надійною перешкодою між свердловиною й відкритим морем. Крім того, встановлене на свердловинах спеціальне обладнання дозволяє запобігти викиду нафти або газу.
Надводна частина платформи використовує застаріле обладнання зі списаної платформи Північного моря американської нафтовидобувної компанії Conoco Inc. 1984 року виготовлення.
Система зберігання нафти на платформі передбачає «мокрий» спосіб розміщення сировини в резервуарах, що виключає можливість потрапляння в ємності кисню і утворення вибухонебезпечної суміші. Також платформа може слугувати резервуаром зберігання нафти видобутої на сусідніх родовищах. Лінія відвантаження нафти на танкер обладнана автоматичною системою аварійної зупинки та герметизації.

## Керуючі компанії

### Росшельф
29 травня 1992 року, відповідно до Розпорядження уряду РФ від 6 квітня 1992 року, було засновано ЗАТ «Российская компания по освоению шельфа» («Росшельф»). До складу засновників увійшли 20 організацій, серед яких «Севмаш», «Курчатовский институт», «Газпром», «Рубин», «Малахит», «Архангельскгеология» (з 1995 року «Архангельское геологодобычное предприятие», «Архангельскгеологодобыча», АГД) та інші компанії, що були пов'язані з розробкою Штокманівського і Прирозломного родовищ російського арктичного шельфа. 15 марта 1993 года, на підставі Указу Президента РФ від 30 листопада 1992 року, «Росшельф» отримує ліцензії терміном на 25 років (до 2018 року) на право пошуку, оцінки покладів вуглеводнів і видобутку нафти на зазначених родовищах.
1994 року між «Газпромом», «Росшельфом» і австралійською компанією BHP Petroleum, що входить до складу промислової групи BHP Billiton, (до 2001 року Broken Hill Proprietary) було укладено угоду про принципи співробітництва з освоєння Прирозломного родовища, яка передбачала, що австралійська компанія візьме на себе половину експлуатаційних витрат за проектом і отримає половину прибутку від розробки родовища. Наприкінці 1998 — початку 1999 років BHP Petroleum заявила про свій вихід з концорціуму, визнавши участь в ньому «економічно недоцільною».
У червні 2000 року Газпром разом з німецькою енергетичною компанією Wintershall підписали меморандум про співпрацю в області розробки Прирозломного родовища, пізніше зацікавленість в цьому проекті висловила Роснефть.

### Севморнефтегаз
4 жовтня 2001 року між компаніями «Роснефть» і «Газпром» було підписано угоду про спільне освоєння п'яти великих родовищ, розташованих в Ямало-Ненецькому автономному окрузі і на шельфі Баренцевого моря. До списку, крім Штокманівського і Прирозломного, увійшли Харампурське нафтогазоконденсатне, Вингаяхінське газонафтове і Етипурівське родовища. У грудні 2001 — січні 2002 року «Роснефть» і «Газпром» через дочірні компанії ВАТ НК «Роснефть-Пурнефтегаз» і ЗАТ «Росшельф» рівними частками заснували ЗАТ «Севморнефтегаз».
1 серпня 2002 року радою директорів ЗАТ «Росшельф» було прийнято рішення про переоформлення ліцензій на користування ділянками надр Штокманівського і Прирозломного родовищ із ЗАТ «Росшельф» на ЗАТ «Севморнефтегаз». Распорядженням Уряду РФ від 28 листопада 2002 року ліцензія на освоєння Прирозломного родовища була переоформлена на ЗАТ «Севморнефтегаз» (ліцензія ШПЧ № 11323 НЕ від 28 листопада 2002 року). У свою чергу ВАТ «Архангельскгеологодобича» звернулося до арбітражного суду з позовом про визнання недійсним рішення ради директорів ЗАТ «Росшельф», і рішенням суду 4 березня 2003 року позовні вимоги були задоволені. Проте 11 серпня того ж року від ВАТ «Архангельскгеологодобича» надійшло клопотання про відмову від позову. 18 серпня 2003 року попередній рішення суду було скасовано, а провадження у справі — припинено.
29 грудня 2004 року стало відомо про продаж компанією «Роснефть» компанії «Газпром» усіх своїх часток у компаніях, пов'язаних з освоєнням Штокманівського і Прирозломного родовищ, — «Росшельф» і «Севморнефтегаз» — за 1,7 млрд доларів США.

### Газпром нефть шельф
1 червня 2009 року ТОВ «Севморнефтегаз», 100 % акцій якого належать «Газпрому», було перейменовано в ТОВ «Газпром нефть шельф». У жовтні того ж року Роснадра переоформили ліцензії на Прирозломне родовище з ТОВ «Севморнефтегаз» на ТОВ «Газпром нефть шельф». З травня 2014 року «Газпром нефть шельф» є дочірнім підприємством ВАТ «Газпром нефть».

## Реакція природоохоронних організацій

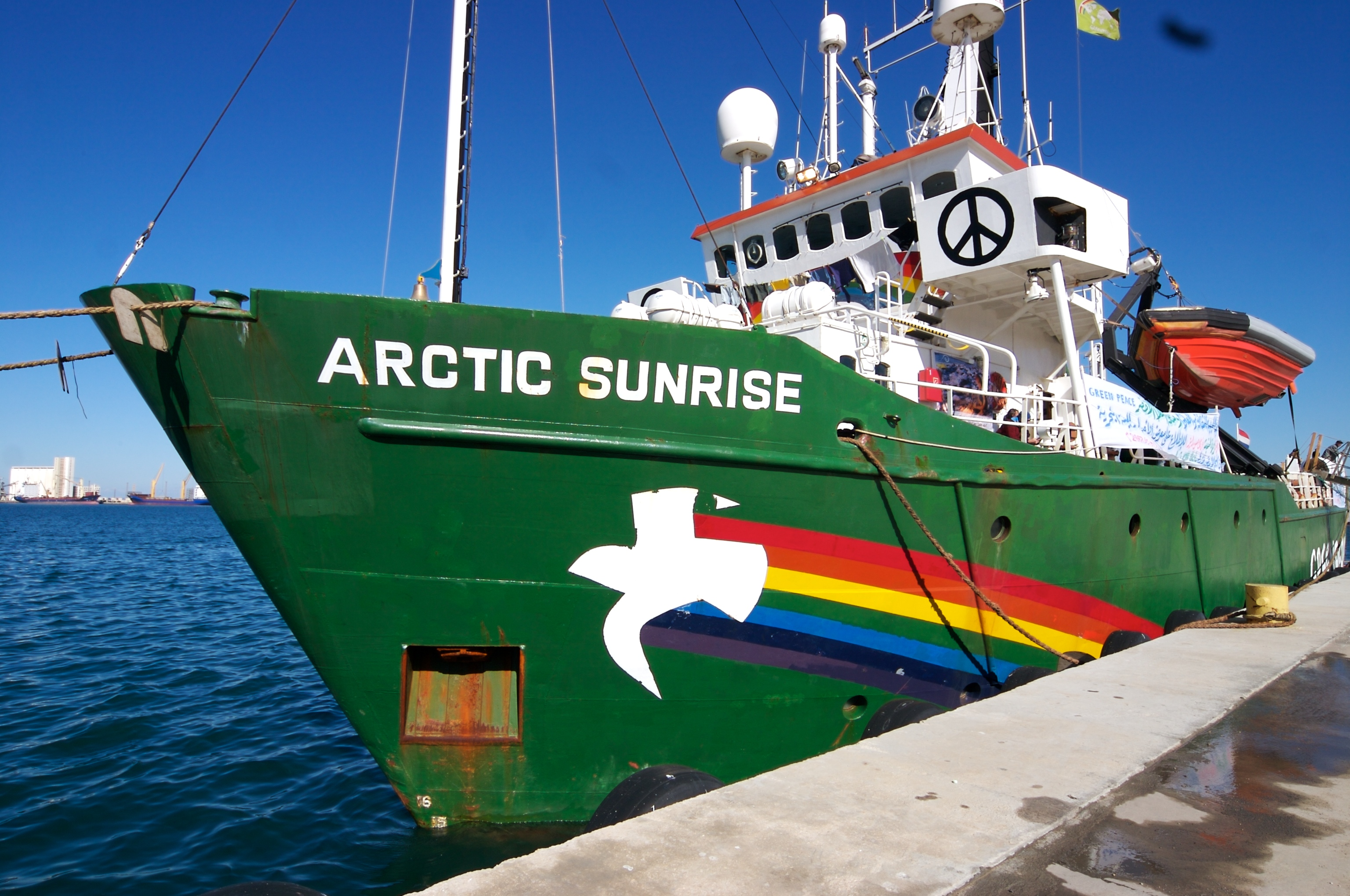
Судно «Arctic Sunrise»

Згідно спільних досліджень науковців природоохоронних організацій «Грінпіс» (Greenpeace) і Всесвітнього фонду дикої природи (World Wildlife Fund) компанія «Газпром» не готова адекватно реагувати на можливі сценарії розливів нафти в арктичному регіоні. Крім того, Міністерство надзвичайних ситуацій Росії підтвердило, що термін дії плану ліквідації розливів нафти компанії Газпрому закінчився в липні 2012 року, що робить будь-які дії компанії в Арктиці незаконними, допоки новий план не буде схвалений і затверджений Події на нафтовій свердловині Deepwater Horizon в Мексиканській затоці 2010 року довели усю катастрофічність наслідків такого безвідповідального ставлення до прогнозування ймовірних подій.
24 серпня 2012 року група активістів «Грінпіс», яку очолював південно-африканський активіст і борець за права людини, Кумі Найду піднялись на платформу й вивісили банер з текстом: «Не вбивайте Арктику!»
18 вересня 2013 року природоохоронна організація «Грінпіс» проводила протест на судні під нідерландським прапором Arctic Sunrise поблизу морської бурової платформи «Прирозломна». Активісти спробували несанкціоновано піднятись на бурову платформу, але були затримані бійцями берегової охорони, судно було доправлено до Мурманська. Проти усіх членів акції та екіпажу судна (30 осіб 16 національностей) було відкрито кримінальну справу за піратство. За словами виконавчого директора «Грінпіс» Філа Редфорда, це була найжорстокіша протидія акціям організації з 1985 року, коли було підірване судно Rainbow Warrior. Коментуючи акцію «Грінпіс», що відбулася восени 2013 року, президент Росії Володимир Путін повідомив, що дії екологів створювали загрозу життю працівників платформи і водолазів. «Коли на платформу лізуть, створюють надзвичайну ситуацію, там не одна могла бути помилка у оператора, а скільки завгодно. Крім усього іншого, у нас під водою водолази перебували, і їхнє життя реально було в небезпеці», — сказав він. Міністр закордонних справ Нідерландів Франс Тіммерманс заявив про незаконність затримання судна й звернувся до Трибуналу ООН з морського права.

### Перша партія нафти
18 квітня 2014 року на танкер «Михайло Ульянов» було відвантажено першу партію нафти з родовища, танкер попрямував до покупців у Роттердамі. 1 травня 2014 року судно «Грінпіс» «Rainbow Warrior III» намагалося перешкодити танкеру увійти в порт Роттердама. Представники поліції Нідерландів зупинили судно «Rainbow Warrior III» і піднялися на борт судна. При цьому 30 активістів були затримані. Танкер пришвартувався в порту.
У вересні 2014 року з Прирозломного було відвантажено другий танкер з нафтою. 4 жовтня 2014 року, коли танкер підходив до порту Роттердама, суд Амстердама ухвалив рішення, що міжнародна природоохоронна організація Greenpeace буде оштрафована мінімум на 50 тисяч євро, якщо спробує перешкоджати «Газпрому» доставляти нафту в порт у подальшому.